# 鞠广茂
鞠广茂（1931年11月—2020年10月9日），籍贯河北沧州，中华人民共和国教育家。

## 生平
1952年毕业于哈尔滨工业大学俄文专修科，毕业后留校任教，曾讲授过俄语语法、翻译、阅读、写作等课程。还教过英语、日语。1958年毕业于哈尔滨外国语学院研究班。1980年任副教授。1987年，任教授。此外他还担任全国高等学校大学外语教材编审委员会委员兼俄语编审组副组长（组长为应云天）。2020年10月9日，因病去世，享年89岁。